# Acuaria
Acuaria är ett släkte med rundmaskar, beskrivet av Bremser 1811, inom familjen Thelaziidae.
Släktet omfattar tre arter:
- Acuaria skrjabini
- Acuaria spiralis
- Acuaria uncinata